# Vladimir Ćorović
Pour les articles homonymes, voir Ćorović.
Vladimir Ćorović (en serbe cyrillique : Владимир Ћоровић ; né le 27 octobre 1885 à Mostar et mort le 17 avril 1941 près d'Elassóna) est un historien, écrivain et philologue yougoslave et serbe. Il était membre de l'Académie royale de Serbie (SKA), qui est plus tard devenue l'Académie serbe des sciences et des arts.
Vladimir Ćorović a été considéré un « polymathe », c'est-à-dire une personne d'esprit universel ; l'historien et académicien Radovan Samardžić, l'a ainsi qualité de « dernier polyhistor », en raison de la variété de ses centres d'intérêt, aussi bien en termes de sujets que de périodes historiques, dans la lignée de Stojan Novaković et d'autres historiens de ce genre.
Il figure sur la liste des 100 Serbes les plus éminents choisis par un comité d'académiciens de l'Académie serbe des sciences et des arts.

## Biographie

### Période de formation

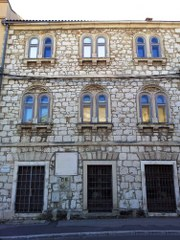
La maison Ćorović à Mostar.

Vladimir Ćorović né à Mostar en Herzégovine, une région alors sous domination ottomane mais sous administration autro-hongroise, dans une famille éminente de Serbes orthodoxes engagée dans les affaires.
Ćorović a terminé ses études élémentaires et secondaires dans sa ville natale ; au lycée de Mostar, il faisait partie des futurs intellectuels serbes de sa génération, parmi lesquels figurait son frère, le romancier Svetozar Ćorović. Ćorović a ensuite poursuivi ses études à l'université de Vienne en 1904, étudiant l'archéologie slave, l'histoire et la philologie ; pendant ses études à l'université, il a été actif au sein du groupe académie Zora. Ćorović a obtenu un Ph.D. en 1908 avec une thèse sur Lukijan Mušicki, un poète serbe du XVIIIe siècle,. Ses professeurs à Vienne étaient Vatroslav Jagić, Konstantin Jireček et Milan Rešetar,,. Ćorović allait recevoir un anneau d'or de l'université de Vienne mais il a fini par le refuser à cause de la crise bosniaque. En 1908, Ćorović est allé à Munich pour approfondir ses connaissances en histoire byzantine et en philologie avec le professeur Karl Krumbacher.
Ćorović a séjourné un certain temps à Bologne et à Paris, étudiant les manuscrits slaves anciens. Dans une lettre, il a signalé que cette activité « est à la fois difficile et sans signification pour quiconque ». Puis, en septembre 1909, il s'est installé à Sarajevo et y a travaillé comme conservateur puis administrateur artistique au musée national de Bosnie-Herzégovine ; cette période a inauguré des années de travail intenses. Il a notamment contribué à plusieurs journaux serbes réputés comme la Bosanska vila, le Srpski književni glasnik et le Letopis Matice srpske (la « Chronique de la Matica srpska »). Ćorović a également été secrétaire de la société culturelle serbe Prosvjeta à Sarajevo et l'organisateur de sa publication annuelle en 1911.

### Activité politique

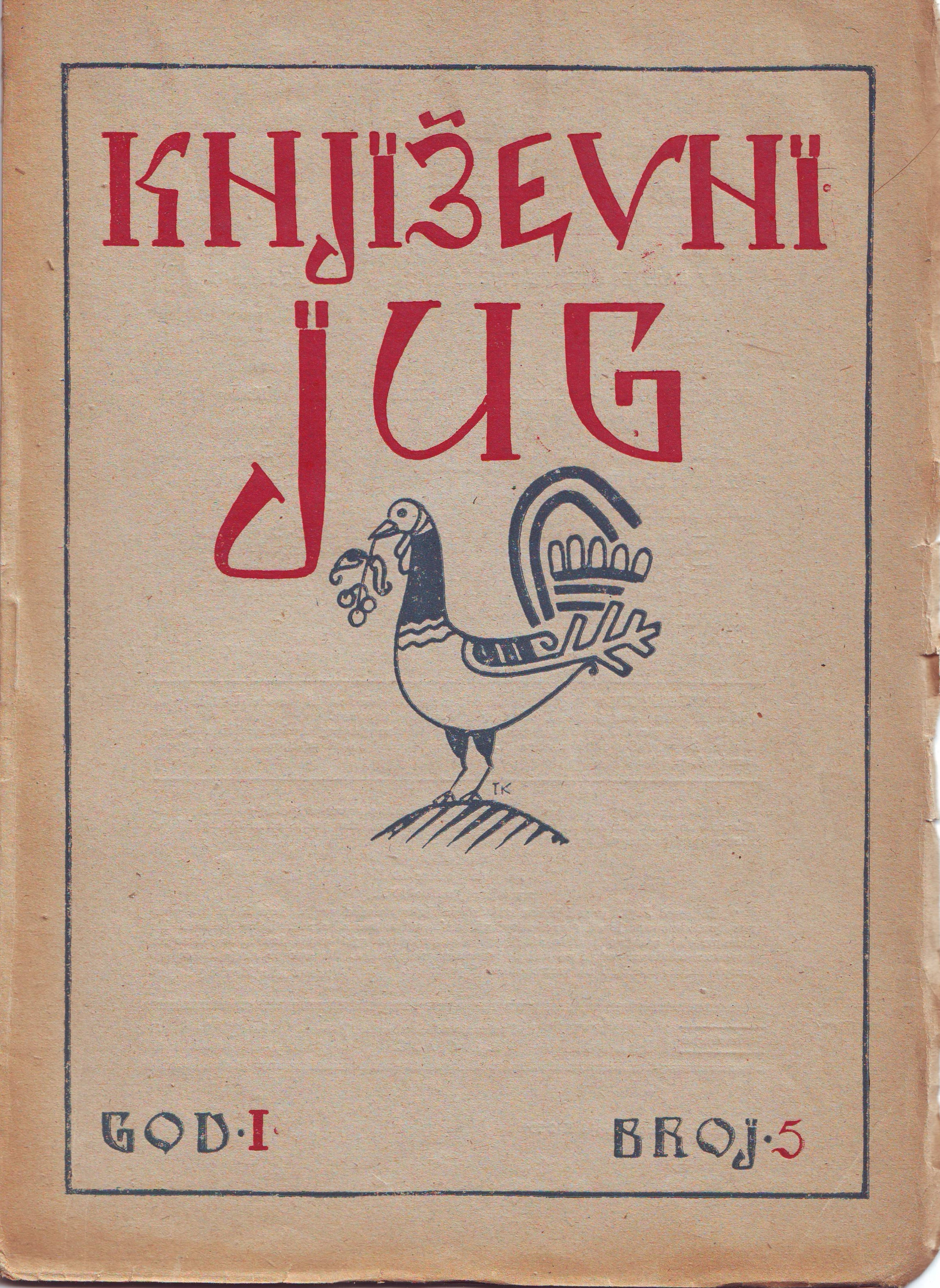
La revue littéraire Književni jug, fondée le 1er janvier 1918.

Après l'assassinat de l'archiduc François-Ferdinand d'Autriche le 28 juin 1914, les autorités austro-hongroises ont arrêté Ćorović. Il a été inculpé lors du procès de Banja Luka (3 novembre 1915-12 avril 1916), en même temps que d'autres Serbes d'Autriche-Hongrie accusés de haute trahison. D'abord condamné à cinq ans d'emprisonnement, Ćorović a vu sa peine augmentée à huit ans par la Haute cour à cause de sa contribution au développement culturel des Serbes à travers la revue Prosvjeta. En revanche, le nouvel empereur d'Autriche Charles Ier, sous la pression internationale et notamment celle du roi d'Espagne, a gracié les prisonniers politiques en 1917 et leur a accordé une amnistie.
À la fin de la Première Guerre mondiale, Ćorović s'est installé à Zagreb, enthousiasmé par la nouvelle coalition croato-serbe et par le Conseil national des Slovènes, Croates et Serbes qui œuvrait en faveur d'une unification avec la Serbie. Avec plusieurs poètes et écrivains yougoslaves, dont faisaient partie Ivo Andrić et Niko Bartulović, Ćorović a alors créé la revue littéraire Književni jug (« Le Sud littéraire »). Parallèlement, Ćorović collaborait étroitement avec des hommes politiques yougoslaves de différents provinces d'Autriche-Hongrie. Le 1er décembre 1918, il a assisté à la proclamation solennelle du royaume des Serbes, Croates et Slovènes à Belgrade.
Malgré son enthousiasme devant l'unification des Yougoslaves, Ćorović est resté insatisfait du traitement des victimes serbes après la guerre et pour manifester son mécontement il a écrit l'ouvrage Crna Knjiga : Patnje Srba Bosne i Hercegovine za vreme svetskog rata 1914-1918 (Le Livre noir : Les Souffrances des Serbes de Bosnie-Herzégovine pendant la guerre mondiale de 1914-1918), dans lequel il traite de la persécution à grande échelle des Serbes en Bosnie et en Herzégovine.

### Carrière universitaire
Vladimir Ćorović a été professeur d'histoire serbe à l'université de Belgrade à partir de 1919 et recteur de cette université pour les années académiques 1934–1935 et 1935–1936. Ćorović a publié plus de 1 000 travaux scientifiques. Il a rarement traité de thèmes en rapport avec l'histoire byzantine, même si, par sa formation, celle-ci a joué un rôle important dans son soutien académique des années 1930 à des changements au sein des études byzantines à l'université de Belgrade. Ses travaux personnels intègrent des interprétations de documents byzantins ou serbes médiévaux, ainsi que des études d'historiographie médiévales et plusieurs monographies consacrées à des monastères serbes de Bosnie, tels que Tvrdoš, Duži ou Zavala ; il s'est également intéressé aux relations entre les Serbes du Monténégro et les musulmans en Albanie.
Son ouvrage Sveta Gora i Hilandar (Le Mont Athos et Hilandar) a été publié par le monastère en 1985. À cause de l'invasion de la Yougoslavie par les forces de l'Axe en avril 1941, Ćorović n'a pas pu terminer son travail, qui restait alors sans titre.
Son livre sur l'histoire diplomatique et politique, qui étudiait les relations entre la Serbie et l'Autriche-Hongrie au début du XXe siècle, a été interdit d'édition en 1936, à la suite de l'intervention de l'ambassadeur de l'Allemagne nazie auprès du ministre yougoslave des Affaires étrangères ; le travail précis et détaillé de Ćorović, fondé sur la correspondance diplomatique et des sources dans plusieurs langues, jusqu'alors non publiées, étant considéré comme de la propagande anti-allemande. Pour des raisons similaires, le premier volume de la corresponance diplomatique de la Serbie, également préparé par Vladimir Ćorović, n'a jamais été officiellement publié, encore une fois à la demande des représentants nazis alléguant un point de vue anti-allemand[réf. nécessaire].
Alors qu'il suivait le gouvernement du royaume de Yougoslavie qui partait en exil au moment de l'invasion d'avril 1941, Vladimir Ćorović est mort dans un accident d'avion le 12 avril 1941 sur le mont Olympe en Grèce,.

### Vie privée
L'écrivain Svetozar Ćorović (1875-1919) était le frère de Vladimir Ćorović. Vladimir Ćorović était marié à Jelena Skerlić Ćorović (1887-1960), la fille de Jovan Skerlić (1877-1914), un célèbre critique littéraire et historien de la littérature ; elle était elle-même enseignante, traductrice et critique littéraire,.

## Postérité
L'historien et académicien Radovan Samardžić a dit de Vladimir Ćorović qu'il était le « dernier polyhistor », en raison de la variété de ses centres d'intérêt, aussi bien en termes de sujets que de périodes historiques. L'historien bosnien Boris Nilević estimait que « En écrivant sur sa ville natale (Mostar), Ćorović, comme tout écrivain lorsqu'il écrit sur sa patrie, avait sans aucun doute un fort stimulant émotionnel, mais cela n'affectait pas du tout l'exactitude de ses jugements. Le temps a, après tout, confirmé cela ». Certains critiques ont noté qu'au nom de l'unité yougoslave Ćorović n'avait pas mentionné la composition ethnique de plusieurs divisions austro-hongroises qui avaient commis des massacres et des crimes de guerre contre des civils serbes dans la région de Mačva lors de la Première Guerre mondiale, notamment la 42e division d'infanterie Honved, à majorité croate, ; cette omission a provoqué un « flou factuel », qui a été péniblement ressenti même par ses propres amis.
Des rues à Belgrade à Niš portent son nom,.
Le prix Vladimir-Ćorović est attribué à un historien chaque année à Gacko.

## Ouvrages et contributions
- (sr) Vladimir Ćorović, Vojislav Ilić [« Vojislav Ilić »], 1906
- (sr) Vladimir Ćorović, Srpske narodne pripovijetke [« Contes populaires serbes »], Novi Sad, Matica srpska, 1909
- (sr) Vladimir Ćorović, Pokreti i dela [« Les Mouvements et les Actes »], Belgrade, Geca Kon, 1920, 169 p. (lire en ligne)
- (sr) Vladimir Ćorović, Luka Vukalović i hercegovački ustanci od 1852-1862 [« Luka Vukalović et les Soulèvements de l'Herzégovine de 1852-1862 »], Belgrade, Srpska kraljevska akademija, 1923, 162 p. (lire en ligne)
- (sr) Vladimir Ćorović, Crna Knjiga : Patnje Srba Bosne i Hercegovine za vreme svetskog rata 1914-1918 [« Le Livre noir : Les Souffrances des Serbes de Bosnie-Herzégovine pendant la guerre mondiale de 1914-1918 »], Belgrade, Izdanje I. Đurđevića, 1920, 237 p. (lire en ligne)
- (sr) Vladimir Ćorović, Velika Srbija [« La Grande Serbie »], Belgrade, Narodno delo, 1924
- (sr) Vladimir Ćorović, Bosna i Hercegovina [« La Bosnie-Herzégovine »], Belgrade, Srpska književna zadruga, 1925 (lire en ligne) (version électronique intégrale sur le site du Projet Rastko)
- (sr) Vladimir Ćorović, Ujedinjenje [« L'Unification »], Belgrade, Narodno delo, 1928 (lire en ligne)
- (sr) Vladimir Ćorović, Mostar i njegova srpska pravoslavna opština [« Mostar et sa municipalité orthodoxe serbe »], Srpska pravoslavna opština, 1933, 113 p. (lire en ligne)
- (sr) Vladimir Ćorović, Istorija Jugoslavije [« Histoire de la Yougoslavie »], Belgrade, Narodno delo, 1933 (lire en ligne)
- (sr) Vladimir Ćorović, Odnosi između Srbije i Austrougarske u XX veku [« Les relations entre la Serbie et l'Autriche-Hongrie au XXe siècle »], Belgrade, Državna štamparija Kraljevine Jugoslavije, 1936
- (sr) Vladimir Ćorović, Političke prilike u Bosni i Hercegovini [« Les Circonstances politiques en Bosnie-Herzégovine »], Belgrade, Politika, 1939, 73 p. (lire en ligne) (version électronique intégrale sur le site du Projet Rastko)
- (sr) Vladimir Ćorović, Historija Bosne : do pada Hercegovine pod Turke [« Histoire de la Bosnie : jusqu'à la chute de l'Herzégovine sous les Turcs »], vol. 1, Belgrade, Srpska kraljevska akademija, 1941